# روزی (خواهم فهمید)
«روزی (خواهم فهمید)» (به انگلیسی: Someday (I Will Understand)) ترانه‌ای از خواننده آمریکایی بریتنی اسپیرز است. سرایش ترانه توسط اسپیرز و تهیه آن بر عهده گای سیگس‌ورث بوده‌است. این ترانه در ۱۸ اوت ۲۰۰۵ خارج از ایالات متحده به‌عنوان تک‌آهنگ انفرادی از نخستین آلبوم چندآهنگه اسپیرز، بریتنی و کوین: هرج‌ومرج (۲۰۰۵) توسط جایو رکوردز منتشر شد. در ژوئیه ۲۰۰۴، اسپیرز نامزدی خود را با رقصنده آمریکایی کوین فردرلین که در یک ترانه اسپیرز با عنوان «حق مخصوص من» حضور داشت، اعلام کرد و بعداً اعلام کرد که برای ایجاد خانواده نیاز به یک وقفه شغلی دیگر خواهد داشت. اسپیرز این ترانه را دو هفته قبل از دانستن اینکه فرزند اولش، شان پرستون را از فردرلین باردار است نوشت. اشعار این بالاد پاپ به احساس توانمندی به‌عنوان یک زن باردار اشاره دارد. نسخه ریمیکس ترانه در مجموعه گردآوری‌شده بی در میکس: ریمیکس‌ها (۲۰۰۵) قرار گرفت.
«روزی (خواهم فهمید)» نقدهای متفاوتی از منتقدان موسیقی دریافت کرده‌است. برخی از منتقدان ترانه را به عنوان درسی دربارهٔ تاریخ هنرمند و بالادی «احساس برانگیز» تلقی کردند، در حالی که برخی دیگر آن را یک «تک‌آهنگ نا موفق» غیرقابل اندوختن می‌دانستند. ترانه به ده رتبه برتر در جدول‌های دانمارک، سوئد و سوئیس قرار گرفت و همچنین وارد جدول تعدادی از کشورهای اروپایی شد. اولین نمایش موزیک ویدئو همراه با ترانه، به کارگردانی مایکل هاوسمن، در نسخه نهایی بریتنی و کوین: هرج‌ومرج نمایش داده شد. موزیک ویدئو کاملاً به‌صورت سیاه‌وسفید ضبط‌شده، اسپیرز را به عنوان یک زن باردار و تحول در شخصیتش را به تصویر می‌کشد.

## زمینه
در ژوئیه ۲۰۰۴، اسپیرز نامزدی خود را با یک رقصنده آمریکایی با نام کوین فردرلین که سه ماه قبل با او ملاقات کرده بود اعلام کرد. ازدواج این دو از آنجا که فدرلین اخیراً از هنرپیشه آمریکایی شار جکسون که در آن زمان هنوز فرزند دوم خود را باردار بود جدا شده بود، مورد توجه شدید رسانه‌ها قرار گرفت. مراحل اولیه روابط این دو در اولین نمایش واقع‌نما اسپیرز به عنوان بریتنی و کوین: هرج و مرج شرح داده شد. آنها در ۱۸ سپتامبر ۲۰۰۴ یک مراسم عروسی برگزار کردند، اما تا سه هفته بعد در ۶ اکتبر به دلیل تأخیر در نهایی شدن توافقنامه ازدواج دو زوج ازدواج قانونی نکردند. در اکتبر ۲۰۰۴، اسپیرز اعلام کرد که برای ایجاد خانواده یک وقفه شغلی دیگر خواهد داشت. اسپیرز اولین فرزند خود، شان پرستون فدرلین را در ۱۴ سپتامبر ۲۰۰۵ به دنیا آورد.
«روزی (خواهم فهمید)» توسط اسپیرز دو هفته قبل از اینکه از بارداری خود مطلع شود، در خانه‌اش با پیانو آهنگسازی شده بود. او در مورد ترانه توضیح داد: «ترانه مانند یک پیشگویی… وقتی باردار هستید، به شما توانمندی می‌بخشد». این ترانه توسط گای سیگس‌ورث که پیشتر با اسپیرز در «هربار» (۲۰۰۳) همکاری کرده‌است، تهیه شده‌است. اسپیرز آواز خود را برای این ترانه در استودیوی کان‌وی در لس آنجلس، کالیفرنیا و فرو فرو سنترال در لندن ضبط کرد. در حالی که سایر سازها و میکس کردن توسط سیگس‌ورث انجام شد، پیانو توسط خود اسپیرز نواخته شده. همچنین آوازهای زمینه ترانه توسط کیت هاونویک تهیه شده‌است.

## واکنش انتقادی
«روزی (خواهم فهمید)» در ابتدا انتقادهای مختلفی توسط منتقدان موسیقی دریافت کرد. مایک مک‌گورک از سرویس موسیقی راپسودی هنگام بررسی بریتنی و کوین: هرج و مرج اظهار داشت «بریتنی حالا در مورد این شوهر یا بچه آواز می‌خواند». گیل کافمن از ام‌تی‌وی تصور کرد که این ترانه «بالاد ناگوار بریتنی با ویدئو سیاه‌وسفید است که فروروی او را به آشفتگی آغاز می‌کند.» لئو ابرسول از روزنامه شیکاگو تریبون ترانه را «یک قطعه تخیلی» دانست، در حالی که یک منتقد دیگر از همان روزنامه اشاره کرد که «در حقیقت، ترانه کم و بیش یک درس از پیشینه زندگی بریتنی است.» بکی بین از وبگاه آیدولتر با ستایش ترانه، بیان کرد «بریتنی برای این قصیدهٔ نوزاد متولد نشده‌اش صادق است.» کرت کرتون از دات‌دش بیان کرد «و بعد ما همدیگر را می‌بوسیم» و دیگر ریمیکس قطعه‌های آلبوم بی در میکس: ریمیکس‌ها مانند «سمی» و «روزی (خواهم فهمید)» از خودشان «مقاومت می‌کنند». باری والترز نشردهنده رولینگ استون به ریمیکس ترانه یک نقد منفی داد و گفت: «هیچ چیز نمی‌تواند تک‌آهنگ عجیب و ضعیف «روزی (خواهم فهمید)» را نجات دهد.» همچنین بردلی استرن از ام‌تی‌وی، با این وجود از ریمیکس لیما و مور تحسین کرد و گفت «احساسات یک بالاد به یک سرود کاملاً خلسه تغییر داده‌شده. بیت‌های بزرگ، آوازهای لکنت‌زبان – این یک دلشکستگی بر روی صحنه رقص است.»
طی گذشت سال‌های پس از انتشار، نگرش به ترانه شروع به تغییر مثبت کرد. ده سال پس از انتشار، یک منتقد برای ای‌ایکس‌اس این ترانه را «آرام» و «صادقانه‌ترین تک‌آهنگ در طول حرفه خواننده» خواند. یک نویسنده برای موموز گفت که اگرچه این ترانه تعیین‌کنندهٔ زندگی حرفه‌ای او نبود، اما این یک اثر «دلپسند و مطمئناً شخصی» بود.

## عملکرد تجاری
در ۱ سپتامبر ۲۰۰۵، «روزی (خواهم فهمید)» در رتبه ۴۶ در جدول تک‌آهنگ‌های سوئدی شروع به کار کرد. این ترانه یک هفته بعد به رتبه ۱۰ رسید. در سوئیس، این تک‌آهنگ در هفته ۴ سپتامبر ۲۰۰۵ در رتبه هشت شروع به کار کرد. در ۹ سپتامبر ۲۰۰۵، این تک‌آهنگ در رتبه ۱۱ جدول تک‌آهنگ‌های دانمارکی شروع به کار کرد. یک هفته بعد، تک‌آهنگ در موقعیت هشتم جدول قرار گرفت. «روزی (خواهم فهمید)» همچنین در ۲۰ رتبه برتر در بلژیک (فلاندر و والونی)، فنلاند، نروژ و جدول‌های اتریش و هلند دست یافت. طبق گفته نیلسن سانداسکن، «روزی (خواهم فهمید)» ۶۰٬۰۰۰ نسخه از دانلود دیجیتالی پرداخت شده در ایالات متحده به فروش رسانده‌است.

## موزیک ویدئو

اسپیرز در موزیک ویدیو باردار است.

موزیک ویدئو برای «روزی (خواهم فهمید)» به کارگردانی مایکل هاوسمن ساخته شده‌است.

## فهرست قطعه‌ها
| - سی‌دی تک‌آهنگ اروپایی 1. «روزی (خواهم فهمید)» – ۳:۳۷ 2. «روزی (خواهم فهمید)» (ریمیکس رادیو های‌بایس سیگنچر) – ۳:۴۶ - تک‌آهنگ محدود نسخه ماکسی اروپایی 1. «روزی (خواهم فهمید)» – ۳:۳۷ 2. «روزی (خواهم فهمید)» (بدون آواز) – ۳:۳۷ 3. «روزی (خواهم فهمید)» (ریمیکس رادیو های‌بایس سیگنچر) – ۳:۴۶ 4. «روزی (خواهم فهمید)» (ریمیکس لیما و مور) – ۹:۱۸ | - تک‌آهنگ ماکسی ژاپنی 1. «روزی (خواهم فهمید)» – ۳:۳۷ 2. «هرج و مرج» – ۳:۳۳ 3. «مونا لیزا» – ۳:۲۵ 4. «حالا بهت رسیدم» – ۳:۴۲ 5. «روزی (خواهم فهمید)» (ریمیکس های‌بایس) – ۳:۴۶ |

## دست‌اندرکاران
برگرفته از یادداشت‌های دی‌وی‌دی
- بریتنی اسپیرز – آواز اصلی، ترانه‌نویس، پیانو
- گای سیگس‌ورث – تهیه‌کننده
- شان مک‌گی – میکسینگ، مهندسی، برنامه‌ریزی
- تام کوین – مسترینگ
- کیت هاونویک – همخوان

## جدول‌ها

### جدول‌های هفتگی
جدول وارد شدهٔ غیرمجاز: آلمان۲|۲۲
جدول وارد شدهٔ غیرمجاز: مجارستان‌سینگل|۶
جدول وارد شدهٔ غیرمجاز: هلندی۱۰۰|۳۶
| جدول (۲۰۰۵)                  | موقعیت اوج |
| ---------------------------- | ---------- |
| اتریش (او۳ تاپ ۴۰ اتریش)     | ۳۲         |
| بلژیک (اولتراتیپ فلاندرز)    | ۱۷         |
| بلژیک (اولتراتیپ والونی)     | ۱۱         |
| دانمارک (ترک‌لیسن)            | ۸          |
| فنلاند (جدول‌های رسمی فنلاند) | ۱۵         |
| یونان (IFPI)                 | ۸          |
| نروژ (وی‌جی-لیستا)            | ۱۸         |
| سوئد (فهرست برترین‌های سوئد)  | ۱۰         |
| سوئیس (شوایزر هیت‌پاراد)      | ۸          |

## تاریخچه انتشار
| کشور          | تاریخ           | فرمت           | ناشر        |
| ------------- | --------------- | -------------- | ----------- |
| فرانسه        | ۱۸ اوت ۲۰۰۵     | ای‌پی دیجیتال   | سونی بی‌ام‌جی |
| آلمان         | ۲۲ اوت ۲۰۰۵     | سی‌دی تک‌آهنگ    | سونی بی‌ام‌جی |
| آلمان         | ۲۲ اوت ۲۰۰۵     | ای‌پی دیجیتال   | سونی بی‌ام‌جی |
| لوکزامبورگ    | ۲۲ اوت ۲۰۰۵     | ای‌پی دیجیتال   | سونی بی‌ام‌جی |
| هلند          | ۲۲ اوت ۲۰۰۵     | ای‌پی دیجیتال   | سونی بی‌ام‌جی |
| پادشاهی متحده | ۲۲ اوت ۲۰۰۵     | ای‌پی دیجیتال   | سونی بی‌ام‌جی |
| پادشاهی متحده | ۲۲ اوت ۲۰۰۵     | تک‌آهنگ دیجیتال | سونی بی‌ام‌جی |
| ژاپن          | ۲۱ سپتامبر ۲۰۰۵ | Maxi single    | سونی بی‌ام‌جی |
| پادشاهی متحده | ۱۱ اوت ۲۰۰۵     | Maxi single    | سونی بی‌ام‌جی |